# Doyenné d'Alençon

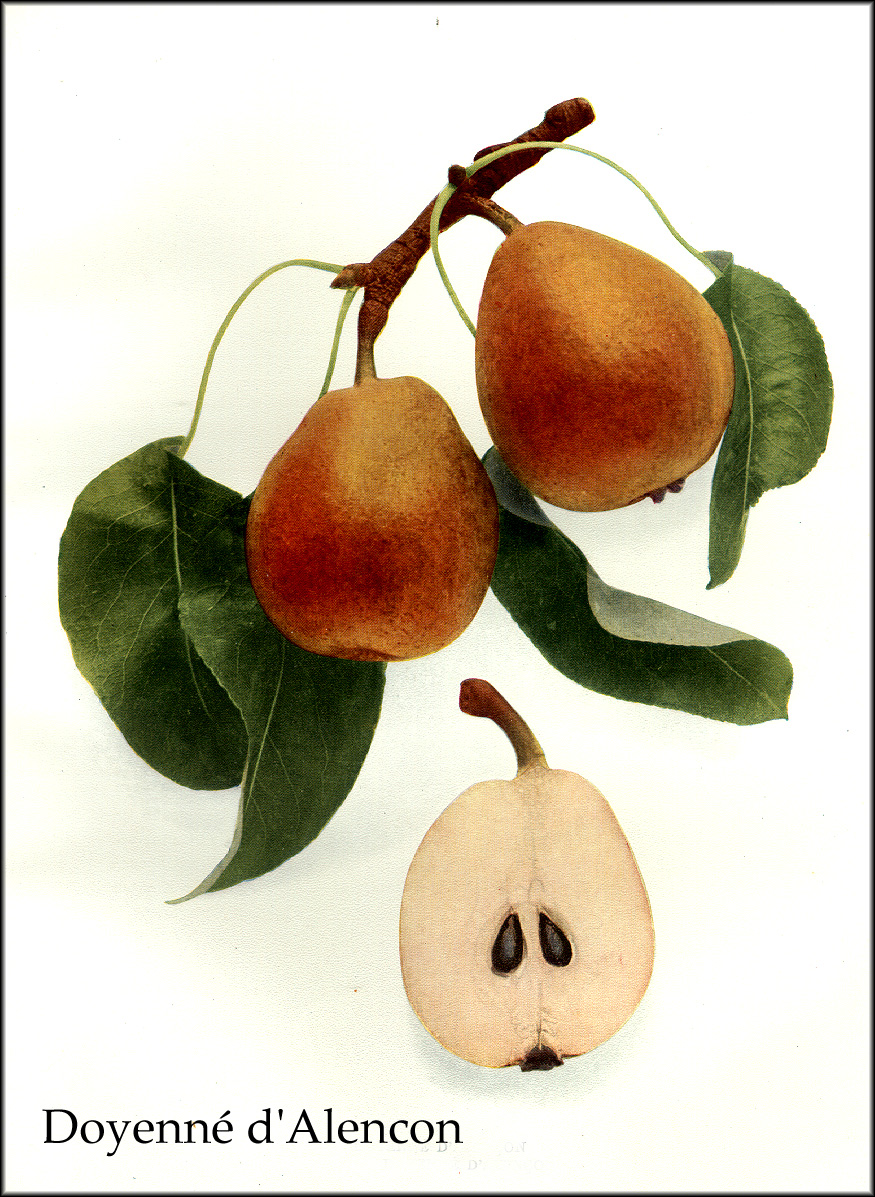

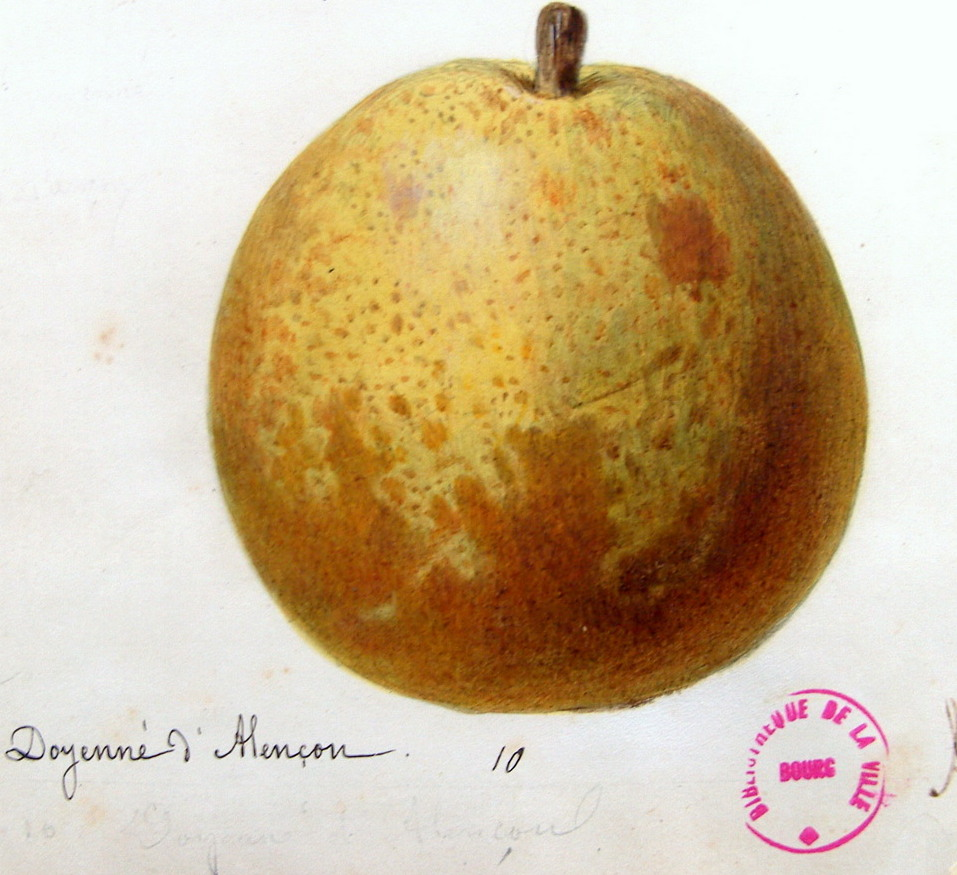
Doyenné d'Alençon.

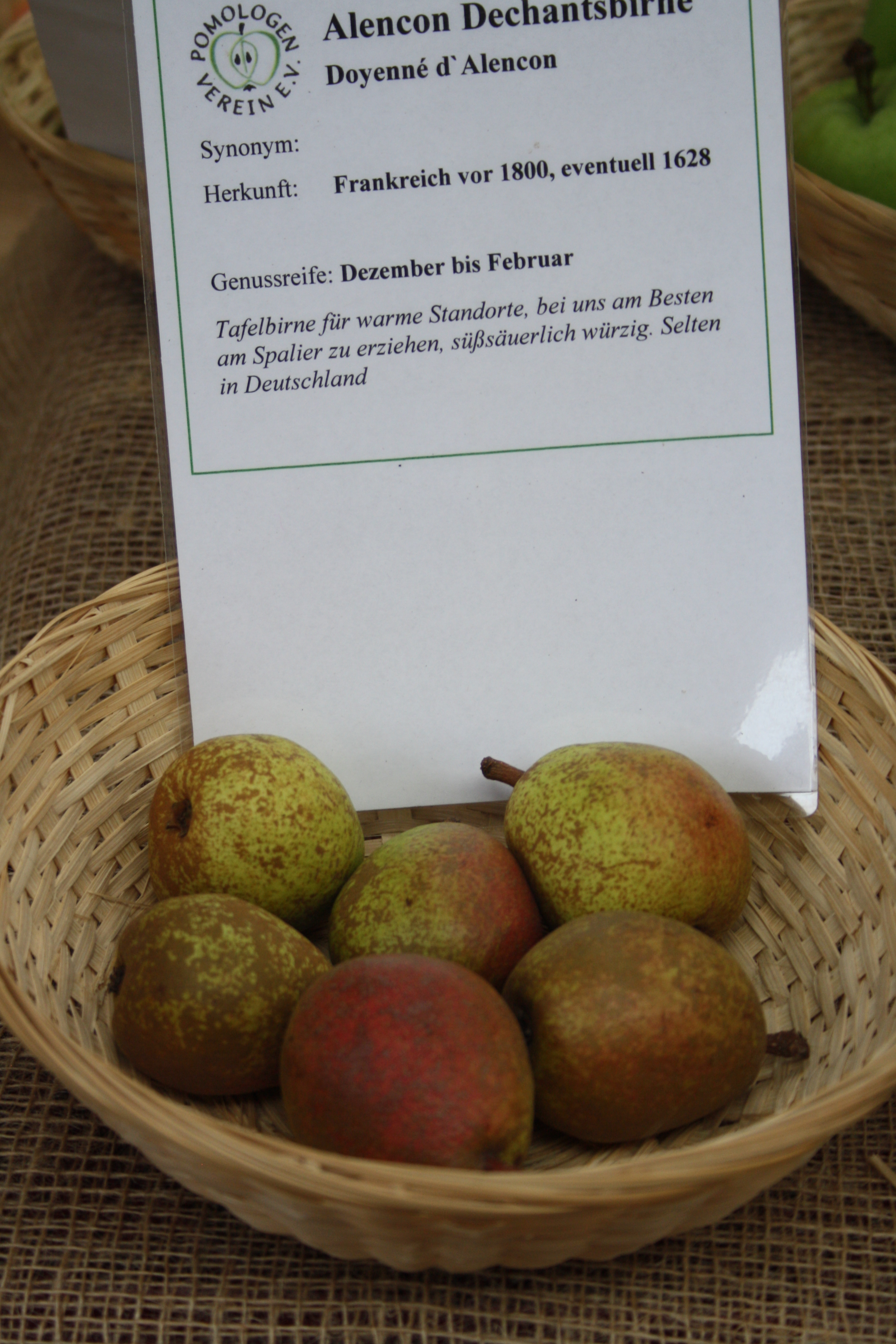

La Doyenné d'Alençon est une variété ancienne de poire.

## Synonymie
- Doyenné d'hiver nouveau.
- Doyenné gris d'hiver nouveau.
- Doyenné marbré.
- Saint Michel d'hiver[1].

## Origine
Semis de hasard trouvé près d'Alençon, l'arbre mère est venu spontanément dans une haie du champ de la porte, ferme de la Ratterie, commune de Cuissai. Les fruits étaient confondus avec ceux à cidre quand l'abbé Malassis les découvrit.

## Description

### Arbre
Rameaux de moyenne grosseur, assez longs, ascendants, d'un gris brun; à lenticelles grosses, nombreuses, d'un gris roussâtre.
Yeux assez gros, reniflés et coniques.
Culture : cette variété peut être greffée sur cognassier et sur franc. L'arbre réussit dans tous les sols, sous toutes les formes et à toutes les expositions. Toutefois, on donne la préférence aux terres légères et chaudes, aux formes cordon, espalier et pyramide et à l'exposition du levant et du midi.

### Fruit
Fruit moyen, ovoïde-arrondi, souvent bosselé vers le pédoncule.
Épiderme rude, épais, verdâtre, marbré-maculé de brun et de gris, passant au jaune à la maturité.
Pédicelle. Court, gros, renflé au point d'attache, implanté presque droit dans une petite cavité ou dépression, souvent un peu arqué.
Œil moyen, mi fermé, dans une cavité étroite ou évasée.
Chair jaunâtre, fine, fondante ; à saveur sucrée, relevée.
Qualité : très bonne.
La maturité est atteinte de janvier à mars, avec une maturation du fruit lente et prolongée.
Cette variété résiste à la tavelure.
C'est un fruit d'amateur et de commerce.